# Championnat de Nouvelle-Zélande de football 1991
Navigation
Saison précédente Saison suivante
La saison 1991 du Championnat de Nouvelle-Zélande de football est la 22e édition du championnat de première division en Nouvelle-Zélande. La NSL (National Soccer League) regroupe quatorze clubs du pays au sein d'une poule unique, où ils s'affrontent deux fois au cours de la saison, à domicile et à l'extérieur. À la fin de la compétition, le dernier du classement est relégué et remplacé par le meilleur club des trois ligues régionales.
C'est le club de Christchurch United AFC qui remporte la compétition après avoir terminé en tête du classement final, avec neuf points d'avance sur Miramar Rangers AFC et quinze sur Waikato United. C'est le 6e et dernier titre de champion de Nouvelle-Zélande de l'histoire du club, qui réussit le doublé en s'imposant en finale de la Coupe de Nouvelle-Zélande face à Wellington United AFC.
Le tenant du titre, Waitakere City FC, ne termine qu'à la 11e place du classement

## Les clubs participants
| - Waitakere City FC - Christchurch United AFC - New Plymouth Old Boys - Nelson United AFC - Promu de D2 - North Shore United AFC - Waikato United - Napier City Rovers AFC | - Gisborne City AFC - Mount Maunganui AFC - Mount Wellington AFC - Wellington United AFC - Manurewa AFC - Miramar Rangers - Hutt Valley United |

## Compétition

### Classement
Le barème utilisé pour établir le classement est le suivant :
- Victoire : 3 points
- Match nul : 1 point
- Défaite : 0 point

| Rang | Équipe                      | Pts | J  | G  | N  | P  | Bp | Bc | Diff |
| ---- | --------------------------- | --- | -- | -- | -- | -- | -- | -- | ---- |
| 1    | Christchurch United AFC (C) | 62  | 26 | 19 | 5  | 2  | 64 | 21 | +43  |
| 2    | Miramar Rangers             | 53  | 26 | 17 | 2  | 7  | 45 | 26 | +19  |
| 3    | Waikato United              | 47  | 26 | 13 | 8  | 5  | 49 | 26 | +23  |
| 4    | Napier City Rovers AFC      | 45  | 26 | 14 | 3  | 9  | 51 | 31 | +20  |
| 5    | Mount Wellington AFC        | 44  | 26 | 13 | 5  | 8  | 39 | 24 | +15  |
| 6    | North Shore United AFC      | 40  | 26 | 11 | 7  | 8  | 43 | 30 | +13  |
| 7    | Mount Maunganui AFC         | 37  | 26 | 9  | 10 | 7  | 46 | 34 | +12  |
| 8    | Manurewa AFC                | 36  | 26 | 10 | 6  | 10 | 29 | 37 | -8   |
| 9    | Wellington United AFC       | 31  | 26 | 9  | 4  | 13 | 34 | 46 | -12  |
| 10   | Nelson United AFC (P)       | 31  | 26 | 9  | 4  | 13 | 38 | 51 | -13  |
| 11   | Waitakere City FC (T)       | 27  | 26 | 7  | 6  | 13 | 44 | 40 | +4   |
| 12   | Hutt Valley United          | 27  | 26 | 6  | 9  | 11 | 28 | 36 | -8   |
| 13   | New Plymouth Old Boys       | 15  | 26 | 4  | 3  | 19 | 23 | 70 | -47  |
| 14   | Gisborne City AFC           | 15  | 26 | 5  | 0  | 21 | 13 | 74 | -61  |

|  | Champion de Nouvelle-Zélande 1992                                                       |
|  | Relégation directe en championnat régional                                              |
|  | (T) : Tenant du titre (C) : Vainqueur de la Coupe de Nouvelle-Zélande (P) : Promu de D2 |

## Bilan de la saison
| Championnat de Nouvelle-Zélande de football 1991                             |                                    |
| Champion                                                                     | Christchurch United AFC (6e titre) |
| Coupes et trophées                                                           |                                    |
| Vainqueur de la Coupe de Nouvelle-Zélande 1991                               | Christchurch United AFC            |
| Promotions et relégations                                                    |                                    |
| Promus en Championnat de Nouvelle-Zélande de football                        | Papatoetoe AFC                     |
| Relégués en Championnat de Nouvelle-Zélande de football de deuxième division | Gisborne City AFC                  |